# Bob Said
Boris Robert „Bob” Said (New York, 1932. május 5. – Seattle, 2002. március 24.) amerikai autóversenyző, bobos.

## Pályafutása
1959-ben részt a Formula–1-es világbajnokság amerikai versenyén. Egy baleset miatt már az első körben kiesett a futamon.
Tagja volt az amerikai bobcsapatnak az 1968-as és az 1972-es téli olimpiai játékokon.
Fia, Boris Said III szintén sikeres autóversenyző.

## Eredményei

### Teljes Formula–1-es eredménylistája
(Táblázat értelmezése)

(Félkövér: pole-pozícióból indult; dőlt: leggyorsabb kört futott) 

| Év   | Csapat                      | Modell           | Motor           | 1   | 2   | 3   | 4   | 5   | 6   | 7   | 8   | 9      | Helyezés | Pont |
| ---- | --------------------------- | ---------------- | --------------- | --- | --- | --- | --- | --- | --- | --- | --- | ------ | -------- | ---- |
| 1959 | Connaught Cars / Paul Emery | Connaught Type C | Alta Straight-4 | MON | 500 | NED | FRA | GBR | GER | POR | ITA | USA Ki | -        | 0    |